# Melocactus harlowii
Melocactus harlowii ist eine Pflanzenart aus der Gattung Melocactus in der Familie der Kakteengewächse (Cactaceae). Das Artepitheton harlowii ehrt den US-amerikanischen Marineoffizier und Kommandanten der Guantánamo Naval Station Charles Henry Harlow.

## Beschreibung
Melocactus harlowii wächst mit hellgrünen, eiförmigen bis zylindrischen Trieben, die bei Durchmessern von 10 bis 20 Zentimetern Wuchshöhen von bis zu 25 Zentimeter erreichen. Es sind zehn bis zwölf  Rippen vorhanden. Die 3 bis 4 Zentimeter langen Dornen lassen sich nicht in Mittel- und Randdornen gliedern. Sie sind schlank, leicht ausgebreitet, anfangs rötlich und im Alter schließlich gelblich. Das aus rötlichen Borsten bestehende Cephalium wird 5 bis 10 Zentimeter hoch und erreicht ebensolche Durchmesser.
Die roten Blüten sind 1,5 bis 2 Zentimeter lang und weisen Durchmesser von 1 bis 2 Zentimeter auf. Sie ragen kaum aus dem Cephalium heraus. Die verlängert rosafarbenen Früchte sind bis zu 2 Zentimeter lang.

## Verbreitung, Systematik und Gefährdung
Melocactus harlowii ist im Südosten Kubas verbreitet.
Die Erstbeschreibung als Cactus harlowii erfolgte 1912 durch Nathaniel Lord Britton und Joseph Nelson Rose. Friedrich Karl Johann Vaupel stellte die Art noch im gleichen Jahr in die Gattung Melocactus.
In der Roten Liste gefährdeter Arten der IUCN wird die Art als „Least Concern (LC)“, d. h. als nicht gefährdet geführt.

## Nachweise